# Lev Il'ič Mečnikov
Lev Il’ič Mečnikov (russo: Лев Ильич Мечников; francese: Léon Metchnikoff) (San Pietroburgo, 1838 – Clarens, 1888) è stato un geografo, pubblicista e anarchico russo. Fratello maggiore di Il’ja Il’ič Mečnikov, vincitore del Premio Nobel per la Medicina nel 1908.

## Biografia
Terzo di cinque fratelli, nel 1850 Mečnikov fu iscritto alla Scuola imperiale di Giurisprudenza di San Pietroburgo. Già nel 1852, alcuni problemi di salute lo costrinsero ad abbandonare gli studi. Seguì allora la famiglia a Charkіv, dove frequentò il ginnasio per soli sei mesi e ricevette un'educazione prevalentemente domestica. Nel 1855 entrò alla facoltà di Medicina dell'Università di Charkіv, ma venne espulso dopo poco a causa della partecipazione ad alcuni moti studenteschi. Nel 1856 fece ritorno a San Pietroburgo, dove studiò Lingue orientali e frequentò l'Accademia delle Arti.
Nel 1858 iniziò a lavorare come interprete in missioni diplomatiche, viaggiando tra Grecia e Medio Oriente. Nel 1859 fece ritorno in Russia. Nel 1860, intenzionato a riprendere gli studi artistici, partì per Venezia, dove però si unì presto alla causa risorgimentale italiana. A Capua, nella battaglia del Volturno, venne ferito da alcune schegge che lo raggiunsero a seguito di un’esplosione. L'esperienza italiana è raccontata nelle sue Memorie di un garibaldino, i cui capitoli furono pubblicati dalla rivista Russkij vestnik.
Nel 1864 si stabilì a Ginevra, giocando un ruolo attivo nei movimenti socialisti e rivoluzionari internazionali. Nel 1873 accettò un incarico a Tokyo come insegnante presso la Scuola di Lingue Straniere, esperienza che culminò nella pubblicazione di L'Empire japonais (1881). Tornato in Svizzera, si dedicò a studi geografici ed etnografici, collaborando con la Società Geografica ginevrina e con Élisée Reclus e Pëtr Kropotkin.
Nel 1883 ottenne la cattedra di Geografia comparata e Statistica all'Accademia di Neuchâtel. Il suo lavoro più celebre, La civilisation et les grands fleuves historiques, fu completato nel 1887, ma pubblicato postumo nel 1889 per volere di Reclus.

## Opere

### Libri
- L’Empire japonais, Imprimerie orientale de L’Atsume Gusa, Genève 1878.
- La Civilisation et les grands fleuves historiques, Hachette, Paris 1889. Préface d'Élisée Reclus.

### Saggi
- « Revolution and evolution », The Contemporary Review, vol. 50, luglio-dicembre 1886, pp. 412-37.